# 独孤罗
独孤罗（534年—599年3月7日），字罗仁，云中郡盛乐县（内蒙古和林格尔县）人，西魏八大柱国之一独孤信的长子，独孤伽罗皇后的异母兄。

## 生平
独孤罗家族祖上原是北魏匈奴部落酋长，北魏末年（534年），独孤信抛弃父母妻子随孝武帝元修去长安投奔宇文泰，刚出生不久的独孤罗与母亲如罗氏因此被高欢囚禁。北周立国元年（557年），独孤信因参预楚国公赵贵铲除权臣宇文护，事情泄露后被毒杀，被囚禁23年的独孤罗才被释放，寓居于中山郡，孤独贫困潦倒。北齐大将独孤永业以宗族之故，为他购买田宅安顿。
北周攻灭北齐时（577年），独孤罗的妹夫杨坚任定州总管，独孤伽罗派人找到43岁的独孤罗，兄妹“相见悲不自胜”。不久北周武帝以独孤罗功臣之子，征拜为楚安郡太守。后以病辞官，回到长安。独孤信在长安所生的几个儿子，见独孤罗少长贫贱，每每对其轻视羞辱，不以兄长之礼对待。独孤罗也由于年长，不想与诸弟争长论短。他的行为被独孤伽罗看重，在杨坚任丞相时，拜他为柱国，常安排在左右听差。
581年，杨坚登基为帝，下诏追赠皇后之父独孤信为太师、上柱国、冀定等十州刺史、赵国公，食邑万户，并由独孤罗袭爵，任左卫将军，前后赏赐不可胜计。开皇十二年（592年）拜右武卫大将军、太子右卫率。十三年任凉州刺史，进位上柱国。开皇十九年二月六日（599年3月7日）卒，年六十五岁，谥曰德。隋炀帝继位时，改封蜀国公，由其子独孤纂袭爵。

## 家庭

### 父母
- 独孤信
- 如罗氏，广阳郡君

### 夫人
- 贺若突厥，右卫大将军、散骑常侍、兖谯恒三州刺史、司空、当亭公贺若统孙女，上柱国、海陵公、灵州总管贺若谊之女，虚龄十二岁嫁给宇文盛，拜越王妃。开皇九年改嫁独孤罗，封赵国夫人，隋炀帝时期改封为蜀国公太夫人，生独孤武都[2]

### 子女
- 独孤开远，宇文化及派裴虔通率兵冲入成象殿弑杀隋炀帝，炀帝宿卫兵士皆弃械投降，唯独千牛卫备身独孤开远与独孤盛拒敌力战，不支被擒，叛军为其忠义所感，释放了他。入唐为左卫将军、上开府、考城县开国公。子独孤大宝
- 独孤纂
- 独孤武都，第九子，隋大业末年，为河阳都尉。与将作大匠宇文恺子宇文儒童、河南留守职方郎柳续、河内郡丞柳燮皆降李密，后图谋逃归唐朝，被洛阳的王世充所杀。唐高祖时追赠上柱国、蜀国公，谥曰悼。唐高宗时又追赠夏州都督。有子独孤师仁。
- 独孤开明
- 独孤开彻

## 延伸阅读
[在维基数据编辑]
 《隋書·卷79》，出自魏徵《隋书》